# Germenul Andromeda (film)
Germenul Andromeda este un film științifico-fantastic regizat de Robert Wise după un scenariu de Nelson Gidding[*]. A fost produs în Statele Unite ale Americii de studiourile Universal Studios și a avut premiera la 12 martie 1971, fiind distribuit de Universal Studios. Coloana sonoră este compusă de Gil Mellé[*]. 

## Distribuție
Rolurile principale au fost interpretate de actorii:

Arthur Hill[*]
James Olson[*]
Kate Reid[*]
David Wayne[*]
Paula Kelly[*]
George Mitchell[*]
Eric Christmas[*]
John Carter[*]
Ramon Bieri[*]
Richard O'Brien[*]
Peter Hobbs[*]
Richard Bull[*]
Glenn Langan[*]
Michael Pataki[*]
Susan Brown[*]
Walter Brooke[*]
David McLean[*]  .